# ジョン・ルーリー
ジョン・ルーリー（John Lurie、1952年12月14日 - ）は、アメリカのサックス奏者、俳優。ミネアポリス出身。

## 略歴
1978年にギタリストのアート・リンゼイ、弟のエヴァン・ルーリーらとラウンジ・リザーズを結成。マイルス・デイヴィスの作品を多く手掛けたテオ・マセロをプロデューサーに迎え、1981年にアルバム『ザ・ラウンジ・リザーズ』を発表した。自らの音楽を「フェイク・ジャズ」と呼ぶ。1980年代にはジム・ジャームッシュ監督の『ストレンジャー・ザン・パラダイス』『ダウン・バイ・ロー』に出演した。1991年に自らが監督、出演した釣り番組『フィッシング・ウィズ・ジョン』は、デニス・ホッパー、トム・ウェイツ、ウィレム・デフォー、マット・ディロンがゲスト出演し話題となった。
坂本龍一のアルバム『ハートビート』に参加している。1991年に東京で行われたコム・デ・ギャルソンのファッションショーへモデルとして出演した。
1990年代、ライム病を発症した。
近年は画家としても活動を続けており、2010年にはワタリウム美術館でも個展が開かれた。
本人の公式ツィッターで「これまで出会った人間でもっともバカバカしい人は安倍晋三であると述懐している（）」とツイートしたとされていたが、「安倍晋三がこれまで出会った人間でもっともバカバカしい人はドナルド・トランプであると語った」というジョークが自動翻訳で間違って伝わっていた（）。

## フィルモグラフィ
| 公開年    | タイトル                                                                   | 役名                 | 付記                                                        |
| --------- | -------------------------------------------------------------------------- | -------------------- | ----------------------------------------------------------- |
| 1978      | Rome '78                                                                   | 不明                 |                                                             |
| 1979      | Men in Orbit                                                               | 宇宙飛行士           | 作家、監督も担当                                            |
| 1980      | Underground U.S.A.                                                         | ジャック・スミス     |                                                             |
| 1980      | The Offenders                                                              | ザ・リザード         |                                                             |
| 1980      | パーマネント・バケーション Permanent Vacation                              | サックス奏者         | 作曲家も担当                                                |
| 1981      | Downtown 81                                                                | 本人役               |                                                             |
| 1981      | Subway Riders                                                              | サックス奏者         | 作曲家も担当                                                |
| 1983      | Variety                                                                    | N/A                  | 作曲家                                                      |
| 1984      | ストレンジャー・ザン・パラダイス Stranger Than Paradise                    | ウィリー             | 作曲家も担当                                                |
| 1984      | パリ、テキサス Paris, Texas                                                | スレイター           |                                                             |
| 1985      | マドンナのスーザンを探して Desperately Seeking Susan                       | 隣人のサックス奏者   |                                                             |
| 1986      | ダウン・バイ・ロー Down by Law                                             | ジャック             | 作曲家も担当                                                |
| 1988      | 最後の誘惑 The Last Temptation of Christ                                   | ジェイムズ           |                                                             |
| 1988      | Il piccolo diavolo                                                         | クサテッリ           | 英題: The Little Devil                                      |
| 1989      | ミステリー・トレイン Mystery Train                                         | N/A                  | 作曲家                                                      |
| 1990      | ワイルド・アット・ハート Wild at Heart                                     | スパーキー           |                                                             |
| 1991      | Fishing with John                                                          | 本人役               | 創案、監督、作曲家も担当                                    |
| 1991      | Keep It for Yourself                                                       | N/A                  | ショート・フィルム;作曲家                                   |
| 1992      | John Lurie and the Lounge Lizards Live in Berlin 1991                      | 本人                 | ドキュメンタリー                                            |
| 1993      | レイト・ナイト・ウィズ・コナン・オブライエン Late Night with Conan O'Brien | N/A                  | タイトル・テーマを作曲                                      |
| 1995      | ゲット・ショーティ Get Shorty                                              | N/A                  | 作曲家                                                      |
| 1995      | ブルー・イン・ザ・フェイス Blue in the Face                                | N/A                  | 作曲家                                                      |
| 1996      | Just Your Luck                                                             | コーカー             |                                                             |
| 1996      | のら猫の日記 Manny & Lo                                                    | N/A                  | 作曲家                                                      |
| 1997      | エクセス・バゲッジ/シュガーな気持ち Excess Baggage                         | N/A                  | 作曲家                                                      |
| 1998      | ニューローズホテル New Rose Hotel                                          | 著名人               |                                                             |
| 1998      | ルル・オン・ザ・ブリッジ Lulu on the Bridge                                | N/A                  | 作曲家                                                      |
| 1998      | Clay Pigeons                                                               | N/A                  | 作曲家                                                      |
| 2000      | Sleepwalk                                                                  | フランク             |                                                             |
| 2000      | Animal Factory                                                             | N/A                  | 作曲家                                                      |
| 2001      | スポンジ・ボブ SpongeBob SquarePants                                       | 本人役               | 『Fishing With John』 (エピソード: "Hooky")のアーカイヴより |
| 2001–2003 | OZ/オズ Oz                                                                 | グレッグ・ペンダース | 12エピソード                                                |
| 2004      | Tortured by Joy                                                            | ナレーター           | ショート・フィルム                                          |
| 2005      | Face Addict                                                                | N/A                  | 作曲家                                                      |
| 2010–2011 | Mobsters                                                                   | ナレーター           |                                                             |

## ディスコグラフィ

### リーダー・アルバム
- Men with Sticks (1993年) ※John Lurie National Orchestra名義
- 『マーヴィン・ポンティアックの伝説』 - The Legendary Marvin Pontiac: Greatest Hits (1999年) ※マーヴィン・ポンティアック名義
- The Invention of Animals (2014年) ※John Lurie National Orchestra名義[1]
- Marvin Pontiac: The Asylum Tapes (2017年) ※マーヴィン・ポンティアック名義[2]

### ラウンジ・リザーズ
- 『ザ・ラウンジ・リザーズ』 - The Lounge Lizards (1981年)
- Live from the Drunken Boat (1983年) ※ライブ
- 『LIVE '79〜'81』 - Live 79-81 (1985年) ※ライブ
- 『ビッグ・ハート (ライブ・イン・東京)』 - Big Heart: Live in Tokyo (1986年) ※ライブ
- 『ノー・ペイン・フォー・ケークス』 - No Pain for Cakes (1987年)
- 『ヴォイス・オブ・チャンク』 - Voice of Chunk (1988年)
- 『ライヴ・イン・ベルリンVol.1』 - Live in Berlin, Vol. 1 (1993年) ※ライブ
- 『ライヴ・イン・ベルリンVol.2』 - Live in Berlin, Vol. 2 (1993年) ※ライブ
- Queen of all Ears (1998年)

### サウンドトラック
- 『ストレンジャー・ザン・パラダイス』 - Stranger Than Paradise and The Resurrection of Albert Ayler (1986年)
- 『ダウン・バイ・ロー』 - Down by Law and Variety (1987年)
- Mystery Train (1989年)
- The Days with Jacques (1994年)
- Get Shorty (1995年)
- Excess Baggage (1997年)
- Fishing with John (1998年) ※1991年録音
- African Swim and Manny & Lo (1999年)